# Instituts-Templers
Instituts - Templers es un barrio de Lérida. Su nombre proviene del castillo de Gardeny, perteneciente a los Caballeros Templarios, y de los tres institutos de educación secundaria, Marius Torres, Samuel Gili Gaya y Joan Oró,  que comparten un mismo espacio en el barrio, el denominado Campo Escolar. Ha sufrido importantes rehabilitaciones urbanas en 1990 y sobre todo el 2000. En el año 2008 tenía 10.790 habitantes. La Batalla de Ilerda tuvo lugar en esta área de la época romana de Lérida, entonces llamada Ilerda.
Los lugares de interés que se pueden encontrar son El castillo templario de Gardeny en la colina de Gardeny, el Teatro del Matadero ubicado en la calle Lluís Companys, incluyendo el Café del Teatro y el Aula Municipal de Teatro, junto a la colina de La Serreta, el Monumento a los Payeses, la Academia Mariana y el futuro Museo del Cambio Climático, el primero de su tipo en España.
Las fiestas del barrio se celebran a finales de Julio en torno a la fiesta de San Ignacio de Loyola